# Hibbertia circularis
Hibbertia circularis är en tvåhjärtbladig växtart som beskrevs av Toelken. Hibbertia circularis ingår i släktet Hibbertia och familjen Dilleniaceae. Inga underarter finns listade i Catalogue of Life.